# Jason Boone
Jason Gregory Boone (ur. 8 września 1985 w Sugar Loaf) – amerykański koszykarz, występujący na pozycjach silnego skrzydłowego oraz środkowego.
6 lutego 2017 został zawodnikiem Startu Lublin. 31 sierpnia został zawodnikiem rumuńskiego Steaua CSM EximBank Bukareszt.

## Osiągnięcia
Stan na 8 grudnia 2019, na podstawie, o ile nie zaznaczono inaczej.
Drużynowe
- Mistrz EuroChallenge (2010)
- Wicemistrz Rumunii (2018)